# Maudgalyayana
Maudgalyayana (Sanskriet) of Mogallana (Pali) was een van de twee voornaamste discipelen van de Boeddha, samen met Sariputta. Zijn geboortenaam was Kolita (naar zijn geboorteplaats), en zijn moeders naam was Moggallani (of Moggali). Toen hij monnik werd kreeg hij de naam Moggallana, naar zijn moeder. Hij werd geboren in het dorpje Kolitagama, vlak bij de (historische) grote stad Rajagaha in Noord-India.

## Introductie tot het boeddhisme
Maudgalyayana werd door zijn jeugdvriend Sariputta geïntroduceerd tot de leer van de Boeddha. Tot dat moment was hij samen met Sariputta een discipel van de minder bekende leraar Sañjaya, en zij hadden ook samen India rondgetrokken. Op hun reizen waren ze geen leraar of lering tegengekomen waarvan ze dachten dat het de hoogste, supreme leer was waar ze naar op zoek waren. Ze spraken daarom af om elkaar te waarschuwen wanneer een van hen die ware leer gevonden had.
Nadat Sariputta door Assaji geïntroduceerd werd in de leer van de Boeddha, ging hij daarom naar Moggallana, die daarop evenals Sariputta het Sotapannaschap behaalde. Hierna zochten ze de Boeddha op, die hen beiden tot bhikkhu (monnik) maakte. Maudgalyayana behaalde het Arahantschap zeven dagen nadat hij bhikkhu werd.

## Karakter
Moggallana werd door de Boeddha geprezen als de monnik die (na de Boeddha zelf) het hoogste begiftigd was met de eerste vijf van de zes bovennatuurlijke krachten (de 'wereldse' bovennatuurlijke krachten). Hij bezat ook veel wijsheid; slechts de Boeddha en Sariputta waren daarin zijn meerdere. Alhoewel Maudgalyayana dus iets minder wijsheid bezat dan Sariputta, lag zijn kracht ten opzichte van Sariputta in zijn zeer grote beheersing van de wereldse bovennatuurlijke krachten, waar Sariputta minder begaafd in was.
De Boeddha zei dat Maudgalyayana specialiteit lag in het begeleiden van monniken met een lagere graad van verlichting (zoals Sotapanna), zodat deze monniken de hoogste graad (het Arahantschap) sneller behaalden. Moggallana gebruikte hiervoor vaak zijn bovennatuurlijke krachten. Sariputtas specialiteit daarentegen lag in het uitleggen van de Vier Edele Waarheden, waarvan het begrip leidt tot het Sotapannaschap, de laagste graad van verlichting. De Boeddha vergeleek Sariputta daarom met iemand die iets creëert of voortbrengt, en Moggallana met degene die zorg draagt voor hetgeen voortgebracht is.
Maudgalyayana droeg vaak zorg voor het ontwerp en de bouw van nieuwe kloosters; verscheidene keren vroeg de Boeddha hem om op een bepaalde locatie een klooster van de grond af op te bouwen.
Maudgalyayana hield zeer veel van zijn moeder. Toen hij in een droom zag dat zijn overleden moeder veel leed, vroeg hij om hulp bij Boeddha. In de Ullambanasoetra staat dit verhaal geschreven. De soetra staat voor kinderlijke piëteit die in het boeddhisme is.

## Overlijden
Maudgalyayana stierf twee weken na Sariputta, enige tijd voor het overlijden (Parinibbana) van de Boeddha.
Volgens de commentariele geschriften op het Pali Canon stierf Moggalana een gewelddadige dood; de Niganthas (de vroege versie van de Jain-religie) stuurden huurmoordenaars op hem af en deze vermoordden hem in zijn hutje. Volgens deze geschriften was zijn gewelddadige dood een gevolg van slecht karma wat Maudgalyayana in een vorig leven begaan had, toen zijn vrouw hem overhaalde om zijn ouders te vermoorden.